# Kolozs megye községeinek listája

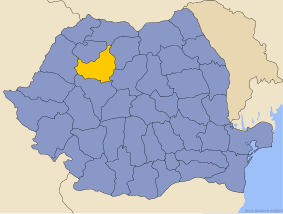
Kolozs megye elhelyezkedése Romániában

Ez a lista  Kolozs megye községeit sorolja fel a magyar elnevezés ábécésorrendjében.
| Magyar név             | Román név        | Terület (km²) | Lakosság 2011-ben (fő) | Községközpont          | Beosztott falvak |
| ---------------------- | ---------------- | ------------- | ---------------------- | ---------------------- | --- |
| Ajton                  | Aiton            | 40,94         | 1085                   | Ajton                  | Rőd |
| Alparét                | Bobâlna          | 97,48         | 1572                   | Alparét                | Antos, Bujdos, Erdővásárhely, Keménye, Mánya, Nagymező, Radákszinye, Szóváros, Tálosfalva, Zápróc                                          |
| Alsódetrehem           | Tritenii de Jos  | 143,87        | 4240                   | Alsódetrehem           | Detrehemtelep, Felsődetrehem, Irisorai tanyák, Mezőkók, Szentkirályi tanya                                                                 |
| Alsógyékényes          | Jichișu de Jos   | 43,26         | 1152                   | Alsógyékényes          | Felsőgyékényes, Kodor, Sajgó, Szekerestörpény                                                                                              |
| Alsójára               | Iara             | 59,48         | 3889                   | Alsójára               | Aranyosivánfalva, Berkes, Bikalat, Borrév, Egrespatak, Felsőaklos, Járamagura, Járaszurdok, Macskakő, Ruhaegres, Szurdoklunzsest, Vádpatak |
| Alsókosály             | Cășeiu           | 83,28         | 4437                   | Alsókosály             | Alőr, Dumbráva, Désorbó, Guga, Gugaivölgy, Kapjon, Leurdahatárrész, Felsőkosály, Szeletruk                                                 |
| Apahida                | Apahida          | 107,00        | 10685                  | Apahida                | Bodrog, Dezmér, Kolozskorpád, Kolozspata, Sub Coastă, Szamosszentmiklós, Telekfarka                                                        |
| Aranyosegerbegy        | Viișoara         | 61,53         | 5493                   | Aranyosegerbegy        | Mezőőrke |
| Aranyoslóna            | Luna             | 53,28         | 4268                   | Aranyoslóna            | Aranyosgerend, Sósszentmárton |
| Bálványosváralja       | Unguraș          | 64,13         | 2777                   | Bálványosváralja       | Bátony, Csabaújfalu, Daróc, Székfa |
| Bonchida               | Bonțida          | 80,38         | 4856                   | Bonchida               | Gyulatelke, Marokháza, Válaszút |
| Borsaújfalu            | Vultureni        | 71,12         | 1516                   | Borsaújfalu            | Báboc, Bádok, Kide, Keresztaljtelep, Kolozskovácsi, Sólyomkő                                                                               |
| Buza                   | Buza             | 29,74         | 1264                   | Buza                   | Buzapuszta |
| Cege                   | Țaga             | 100,01        | 1947                   | Cege                   | Noszoly, Vasasszentegyed, Vasasszentegyedivölgy, Vasasszentiván                                                                            |
| Csucsa                 | Ciucea           | 46,00         | 1547                   | Csucsa                 | Börvény |
| Csürülye               | Ciurila          | 72,22         | 1594                   | Csürülye               | Alsófüle, Felsőfüle, Magyaróság, Magyarszilvás, Sütmeg, Szelicse, Tordaszeleste                                                            |
| Doboka                 | Dăbâca           | 50,27         | 1543                   | Doboka                 | Kendilóna, Poklostelke |
| Egeres                 | Aghireșu         | 105,78        | 7116                   | Egeres                 | Argyas, Bogártelke, Dank, Egeres-gyártelep, Forgácskút, Ferencbánya, Inaktelke, Jegenye, Mákófalva, Nádasdaróc                             |
| Erdőfelek              | Feleacu          | 48,41         | 3923                   | Erdőfelek              | Bányabükk, Györgyfalva, Kaszoly, Seregélyes                                                                                                |
| Esküllő                | Așchileu         | 65,00         | 1601                   | Nagyesküllő            | Dorna, Kisesküllő, Magyarfodorháza, Ördögkeresztúr                                                                                         |
| Gyalu                  | Gilău            | 116,82        | 8300                   | Gyalu                  | Hidegszamos |
| Gyeke                  | Geaca            | 68,68         | 1626                   | Gyeke                  | Feketelak, Légen, Kispulyon, Kőristanya, Vasasszentgothárd                                                                                 |
| Harasztos              | Călărași         | 37,90         | 2021                   | Harasztos              | Bogátpuszta, Harasztosi vasútitelep |
| Havasnagyfalu          | Mărișel          | 85,94         | 1488                   | Havasnagyfalu          | - |
| Járabánya              | Băișoara         | 111,04        | 1940                   | Járabánya              | Asszonyfalvahavas, Bányahavas, Bikalathavas , Frăsinet, Felsőfülehavas, Havastelep, Havasasszonyfalva, Moara de Pădure                     |
| Járavize               | Valea Ierii      | 148,67        | 888                    | Járavize               | Kisfeneshavas, Plophavas |
| Jósikafalva            | Beliș            | 206,49        | 1211                   | Jósikafalva            | Balktelep, Felsőgyurkuca, Gyálukáluluj, Kerekhegy, Smida                                                                                   |
| Kackó                  | Câțcău           | 37,55         | 2100                   | Kackó                  | Kishavas, Szelecske |
| Kajántó                | Chinteni         | 96,50         | 3065                   | Kajántó                | Bodonkút, Diós, Fejérd, Fejérdi fogadók, Hosszúmacskás, Magyarmacskás, Szellőcskevölgy, Szentmártonmacskás                                 |
| Kalotaszentkirály      | Sânncraiu        | 56,83         | 1633                   | Kalotaszentkirály      | Jákótelke, Kalotadámos, Magyarókereke, Malomszeg                                                                                           |
| Katona                 | Cătina           | 52,27         | 1993                   | Katona                 | Hágótanya, Hodaie, Kapor, Melegföldvár, Melegvölgyitanya                                                                                   |
| Kecsed                 | Aluniș           | 56,53         | 1223                   | Kecsed                 | Bánffytótfalu, Girolt, Kecsedszilvás, Szilkerék                                                                                            |
| Kisbács                | Baciu            | 87,51         | 10317                  | Kisbács                | Andrásháza, Csonkatelep, Méra, Nádaskóród, Nádaspapfalva, Szucság                                                                          |
| Kiskalota              | Călățele         | 74,00         | 2243                   | Kiskalota              | Bánffytelep, Kalotaújfalu, Magyarvalkó, Nagykalota                                                                                         |
| Kissebes               | Poieni           | 190,03        | 4842                   | Kissebes               | Hodosfalva, Kecskéstanya, Marótlaka, Nagysebes, Sebesvár, Tarányos, Viságmező                                                              |
| Kolozs                 | Cojocna          | 12939         | 41,94                  | Kolozs                 | Kolozsbós, Kolozskara, Mezőőr, Szávatanya                                                                                                  |
| Kolozsborsa            | Borșa            | 62,40         | 1600                   | Kolozsborsa            | Bánffytanya, Csomafája, Kolozsgyula |
| Kozárvár               | Cuzdrioara       | 23,96         | 2733                   | Kozárvár               | Gorbóvölgye, Kismonostorszeg |
| Körösfeketetó          | Negreni          | 65,00         | 2321                   | Körösfeketetó          | Királyhágó, Prelak |
| Körösfő                | Izvoru Crișului  | 41,37         | 1632                   | Körösfő                | Kalotanádas, Nyárszó, Sárvásár |
| Magyarfráta            | Frata            | 73,01         | 4242                   | Magyarfráta            | Berkenyes, Bethlentanya, Mezőszopor, Oaș, Olariu, Pădurea Iacobeni, Rozor                                                                  |
| Magyargorbó            | Gârbău           | 72,10         | 2440                   | Magyargorbó            | Magyarnádas, Magyarvista, Sólyomtelke, Türe                                                                                                |
| Magyargyerőmonostor    | Mănăstireni      | 62,99         | 1481                   | Magyargyerőmonostor    | Bedecs, Deréte, Erdőfalva, Felsőgyerőmonostor, Kalotabikal                                                                                 |
| Magyarkályán           | Căianu           | 55,11         | 2355                   | Magyarkályán           | Báré, Kályánivám, Kiskályán, Lárgatanya, Vajdakamarás                                                                                      |
| Magyarkapus            | Căpușu Mare      | n.a.          | 3295                   | Magyarkapus            | Balkujtelep, Bánffydongó, Egerbegy, Gesztrágy, Gyerőfalva, Gyerőfidongó, Gyerővásárhely, Magyarkiskapus                                    |
| Magyarpalatka          | Pălatca          | 48,36         | 1218                   | Magyarpalatka          | Kisbogács, Magyarpete, Mezőszava, Omboztelke                                                                                               |
| Magyarpeterd           | Petreștii de Jos | 75,00         | 1512                   | Magyarpeterd           | Felsőpeterd, Indal, Középpeterd, Pusztaszentkirály, Tordaegres, Tordahagymás                                                               |
| Magyarszarvaskend      | Cornești         | 82,90         | 1493                   | Magyarszarvaskend      | Alsótők, Esztény, Felsőtők, Kisigrice, Lózsárd, Móró, Ónok, Tötör                                                                          |
| Magyarszentpál         | Sânpaul          | 93,22         | 2382                   | Magyarszentpál         | Magyarsárd, Nádasberend, Nádasszentmihály, Pusztatopa, Szomordok                                                                           |
| Magyarszovát           | Suatu            | 52,84         | 1737                   | Magyarszovát           | Aranykút, Dombokfalva |
| Meregyó                | Mărgău           | 220,78        | 1484                   | Meregyó                | Bocs, Havasrekettye, Incsel, Kalotabökény, Kőrizstető                                                                                      |
| Mezőcsán               | Ceanu Mare       | 95,08         | 3531                   | Mezőcsán               | Andics, Boldoc, Csániszénafű, Csóka, Csurgó, Mezőbő, Mezőbőifogadó, Mezőszentjakab, Morcest, Oláhtóhát, Sárospatakdűlő, Sztinkutdűlő       |
| Mikeháza               | Mica             | 64,82         | 3566                   | Mikeháza               | Décseipataktanya, Lunkatanya, Nagydomb, Szásznyíres, Szentbenedek, Szentmargita                                                            |
| Mócs                   | Mociu            | 72,51         | 3313                   | Mócs                   | Bárányvölgy, Botháza, Falka, Mezőgyéres, Mezőkeszü, Tormásdűlő, Tótháza, Zorenii de Vale                                                   |
| Nagyiklód              | Iclod            | 67,92         | 4263                   | Nagyiklód              | Dengeleg, Kisiklód, Ormány, Szamosjenő |
| Ördöngösfüzes          | Fizeșu Gherlii   | 60,46         | 2564                   | Ördöngösfüzes          | Boncnyíres, Füzesmikola, Kisszék, Lunca Bonţului                                                                                           |
| Palackos               | Ploscoș          | 41,66         | 702                    | Palackos               | Királyrét, Labodás, Virágosvölgy |
| Páncélcseh             | Panticeu         | 90,29         | 1844                   | Páncélcseh             | Magyarderzse, Magyarköblös, Szentkatolnadorna, Szótelke                                                                                    |
| Pecsétszeg             | Chiuiești        | 112,36        | 2332                   | Pecsétszeg             | Bricshát, Hollómező, Horgospataka, Huta, Kesiel, Oprisvölgy                                                                                |
| Pusztakamarás          | Cămărașu         | 49,04         | 2655                   | Pusztakamarás          | Novoly, Mezőszombattelke |
| Récekeresztúr          | Recea-Cristur    | 76,20         | 1412                   | Récekeresztúr          | Alsócsobánka, Aszó, Felsőcsobánka, GyurkapatakaKecskeháta, Pusztaújfalu, Veck, Völcs                                                       |
| Reketó                 | Măguri-Răcătău   | 269,85        | 2242                   | Reketó                 | Hideghavas, Szamosfő |
| Roska                  | Râșca            | 65,65         | 1446                   | Roska                  | Dealu Mare, Felsőszamos, Mărcești |
| Révkolostor            | Vad              | 77,67         | 2008                   | Révkolostor            | Alsóbogáta, Csatány, Déskörtvélyes, Felsőbogáta, Kálna, Tőkepataka                                                                         |
| Szamosújvárnémeti      | Mintiu Gherlii   | 78,52         | 3746                   | Szamosújvárnémeti      | Coptelke, Néma, Péterháza, Széplak, Szilágytő                                                                                              |
| Szászfenes             | Florești         | 63,00         | 22813                  | Szászfenes             | Kolozstótfalu, Magyarlóna |
| Szék                   | Sic              | 11000         | 56,37                  | Szék                   | - |
| Székelyjó              | Săcuieu          | 129,46        | 1466                   | Székelyjó              | Havasrogoz, Viság |
| Szentmihály            | Mihai Viteazu    | 47,57         | 5423                   | Szentmihály            | Mészkő, Sinfalva |
| Szépkenyerűszentmárton | Sânmartin        | n.a.          | 1384                   | Szépkenyerűszentmárton | Bálványoscsaba, Erdőszombattelke, Kékesvásárhely, Kisdevecser, Kötke, Mohaly, Nagydevecser                                                 |
| Szind                  | Săndulești       | 22,48         | 1718                   | Szind                  | Koppánd |
| Tordaszentlászló       | Săvădisla        | 110,00        | 4392                   | Tordaszentlászló       | Hasadát, Isztolna, Járarákos, Kisfenes, Magyarfenes, Magyarléta, Oláhléta                                                                  |
| Tordatúr               | Tureni           | 74,00         | 2278                   | Tordatúr               | Komjátszeg, Mikes, Pusztacsán, Pusztaszentmárton                                                                                           |
| Várfalva               | Moldovenești     | 144,96        | 3317                   | Várfalva               | Bágyon, Csegez, Kercsed, Kövend, Székelyhidas                                                                                              |
| Zsuk                   | Jucu             | 85,13         | 4270                   | Zsuk                   | Kötelend, Nemeszsuk, Visa, Zsukiménes |